# Benqué
Benqué (gaskognisch Benquèr) ist eine Ortschaft in der französischen Gemeinde Benqué-Molère und eine ehemalige Gemeinde mit zuletzt 83 Einwohnern (Stand 1. Januar 2014) im Département Hautes-Pyrénées in der Region Okzitanien (vor 2016 Midi-Pyrénées). Die Einwohner werden Benquois genannt.

## Lage
Benqué liegt am Arros, etwa elf Kilometer westlich von Lannemezan.

## Geschichte
Am 1. Januar 2017 wurden die Gemeinde Benqué mit der Nachbargemeinde Molère zur Gemeinde Benqué-Molère zusammengelegt. Sie gehörte zum Arrondissement Bagnères-de-Bigorre und zum Kanton La Vallée de l’Arros et des Baïses.

## Bevölkerungsentwicklung
| Jahr                       | 1962 | 1968 | 1975 | 1982 | 1990 | 1999 | 2006 | 2013 |
| Einwohner                  | 78   | 72   | 59   | 59   | 47   | 49   | 50   | 84   |
| Quellen: Cassini und INSEE |      |      |      |      |      |      |      |      |

## Sehenswürdigkeiten

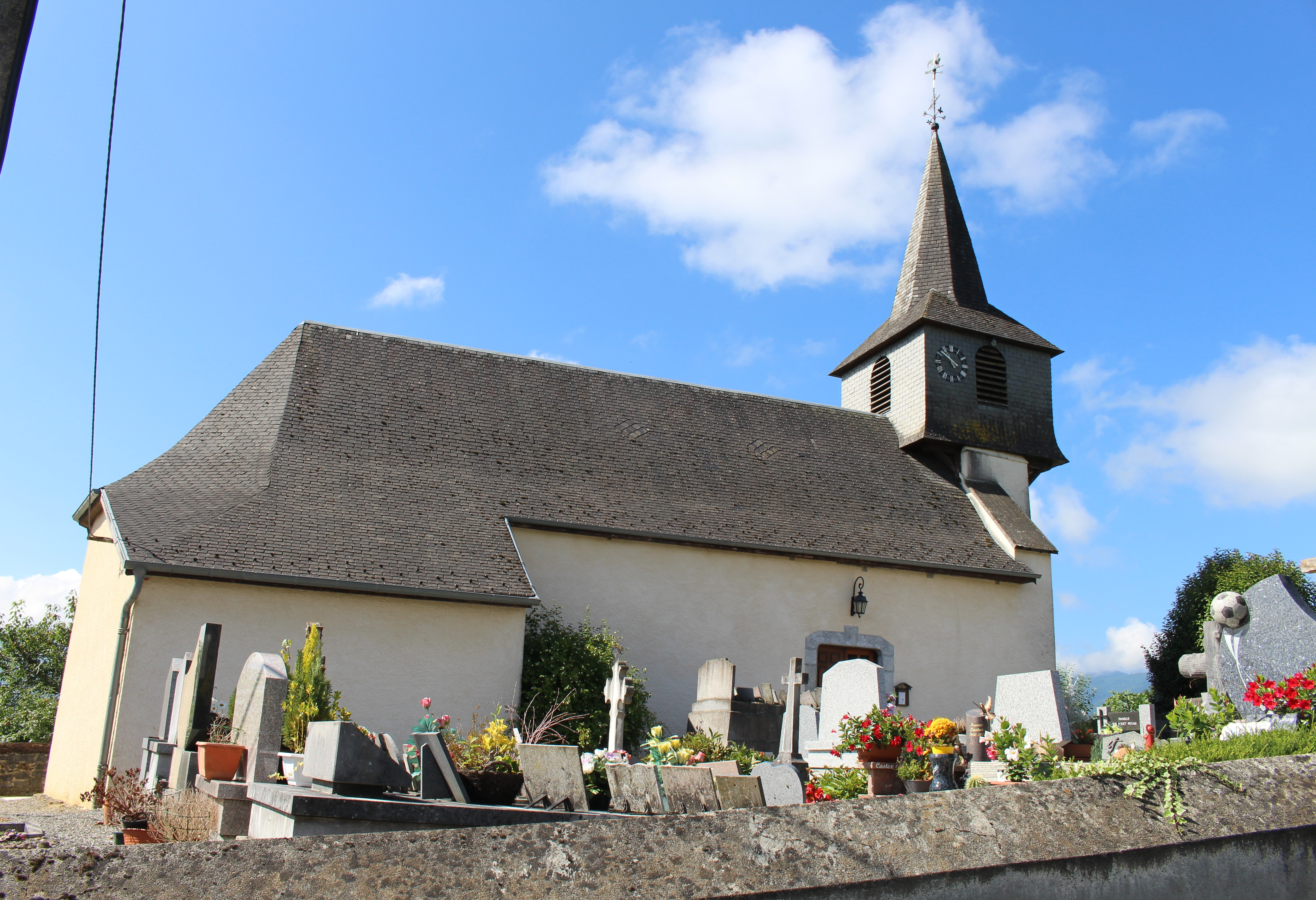
Kirche Saint-Étienne

- Kirche Saint-Étienne